# Honest to God
Honest to God ist ein Buch von dem anglikanischen Bishop of Woolwich John A.T. Robinson, in dem er die traditionelle christliche Theologie kritisiert. Bei seiner Erstveröffentlichung bei SCM Press im Jahr 1963 löste es einen Sturm der Entrüstung aus.  Robinson war schon durch seine Verteidigung von Lady Chatterley’s Lover einschlägig bekannt geworden.
Robinsons eigene Bewertung von „Honest to God“, die in seinem Folgebuch „Exploration into God“ (Erforschung Gottes, 1967) zu finden ist, besagt, dass der Hauptbeitrag dieses Buches in der erfolgreichen Synthese der Arbeiten der scheinbar gegensätzlichen Theologen Paul Tillich, Dietrich Bonhoeffer und Rudolf Bultmann liege.

## Hauptthemen inHonest to God
Die Theorie von Honest to God besagt, dass der moderne säkulare Mensch, nachdem er die Vorstellung von „Gott da oben“ abgelehnt hat, erkennen muss, dass die Vorstellung von „Gott da draußen“ ebenfalls eine veraltete Vereinfachung des göttlichen Wesens darstellt. Vielmehr sollten sich Christen an der existenzialistischen Theologie Paul Tillichs orientieren und Gott als „den Grund unseres Seins“ betrachten.
Dietrich Bonhoeffers Konzept eines „religionslosen Christentums“ ist ebenfalls ein zentrales Thema des Buches. Robinsons Interpretation dieses Begriffs ist – zwangsläufig – umstritten. Er behauptet, der säkulare Mensch benötige eine säkulare Theologie. Das heißt, Gottes fortwährende Offenbarung an die Menschheit ereigne sich in der Kultur als Ganzem, nicht nur innerhalb der Grenzen von „Religion“ oder „Kirche“.
Das Buch stellte einem englischsprachigen Publikum auch die Idee der Situationsethik (Situational ethics) vor. Dabei handelte es sich um eine Form des Relativismus, die auf der Vorstellung beruhte, dass Moralkodizes nicht in Stein gemeißelt sind, sondern den Umständen unterliegen können.

## Kontroversen und Kritik
Das Buch war bereits vor seiner Veröffentlichung umstritten, da ein Interview mit Robinson im Observer die provokante Schlagzeile „Our Image of God Must Go“ („Unser Gottesbild muss verschwinden“) trug. Einige der Briefe und Artikel für und gegen Robinsons Ansichten wurden bis zum Jahresende in The Honest to God Debate veröffentlicht. Zahlreiche Bücher zu diesem Thema erschienen, von verschiedenen Autoren wie der Ceylon Rationalist Association bis hin zu Patience Strong.
Das Buch wurde von Traditionalisten fast einhellig verurteilt, von vielen Liberalen jedoch als frischer Wind gefeiert. Anders verhielt es sich bei den meisten Anglo-Katholiken. Michael Ramsey, der damalige Erzbischof von Canterbury, hielt Robinsons Theologie für schwach und meinte, er habe von vielen der Themen, die er in die breite Öffentlichkeit brachte, nur ein vages Verständnis. Eugene Fairweather, ein weiterer Anglo-Katholik, äußerte ähnliche Bedenken, vor allem hinsichtlich der offensichtlichen Überzeugung (die er vor allem mit Kanoniker Max Warren von Westminster Abbey, aber auch mit vielen anderen verband), dass es nicht auf die Übereinstimmung des Buchinhalts mit der Wahrheit ankomme, sondern auf die Aufrichtigkeit und den Mut des Autors. Darüber hinaus war Fairweather, der Doktorand bei Tillich gewesen war (von dem Robinson einen Großteil seiner Theologie abzuleiten versuchte), mit Ramsey einer Meinung darin, dass er vieles von Robinsons Aussagen über klassische Lehrformulierungen als lächerlich erachtete.
Oft wird Honest to God auch als populärwissenschaftliche Publikation zu den radikalen Veränderungen des theologischen Denkens durch die protestantischen Theologen wie Rudolf Bultmann, Paul Tillich und Dietrich Bonhoeffer, angesehen, obwohl Robinson kein Werk für eine breite Öffentlichkeit verfassen wollte.
In seinem letzten Interview vor seinem Tod wurde C. S. Lewis gefragt: „Was halten Sie von dem umstrittenen neuen Buch Honest to God von John Robinson, dem Bischof von Woolwich?“ („What do you think of the controversial new book Honest to God, by John Robinson, the bishop of Woolwich?“) Lewis antwortete: „Ich bin lieber ehrlich, als ‚ehrlich zu Gott‘ zu sein“ (“I prefer being honest, to being ‘honest to God.’”) Lewis verfasste auch einen kurzen Artikel mit dem Titel „Must our Image of God Go?“.
Die Lambeth Palace Library verfügt über eine Sammlung von Büchern zu 'Honest to God'.